# زیگموند فون هاوزگر
زیگموند فون هاوزِگر (به آلمانی: Siegmund von Hausegger) (زادهٔ ۱۶ اوت ۱۸۷۲ - درگذشتهٔ ۱۰ اکتبر ۱۹۴۸) موسیقی‌دان، رهبر ارکستر، آهنگساز، و استاد دانشگاه اهل آلمان بود.